# Magyar látonya
A magyar látonya (Elatine hungarica) a kétszikűek (Magnoliopsida) osztályának a Malpighiales rendjéhez, ezen belül az látonyafélék (Elatinaceae) családjának látonya nemzetségéhez tartozó, Magyarországon endemikus növény. A népnyelvben minden bizonnyal nem volt megfelelője, a látonya szó a tudományos névből ered.

## Jellemzői
A magyar látonya nedves iszapon vagy sekély víz alján fejlődik. Termete 4-12 cm között van. Levelei 2–7 mm hosszú, kerekded, vagy visszás-tojásdad alakú, átellenes állásúak. Hajtásai heverők, elágazók. Ideális körülmények között mohapárnaszerű, tömött, kör alakú telepeik, akár a 30–40 cm-es nagyságot is elérhetik.
 Kedvezőtlen körülmények között, japán kutatások szerint magjai akár 50 évig is megőrizhetik csíraképességüket, hogy újra megfelelő körülmények közé kerülve csírát bonthasson.
Virága három-, vagy négyosztatú, csészelevelei kétszer, háromszor hosszabbak sziromleveleinél.

## Élőhelye
A magyar látonya a mocsaras, lápos, iszapos területeket kedveli.
Endemikus faj lévén, a világon szinte kizárólag hazánkban honos, a magyarországi populáció mellett csak Dél-Oroszországban került elő a faj a 20. század első felében, de ezen egyedekről azóta semmit sem tudni.

Hazánkban eddig a Tiszántúlon, az Észak-Alföldön, többek közt a Hevesi Füves Puszták Tájvédelmi Körzet területén, a Jászságban, valamint a Duna-vidéken került elő. A Pilisszentkereszt melletti, Borbás Vince által a múlt században megtalált állományt azóta nem látták, lehet, hogy csak alkalmi megtelepedés volt. A Börzsönyből származó adat – amint azt a herbáriumi példány bizonyítja – téves, egy mocsárhúrfajjal tévesztették össze.

### A rizsgyom
A második világháború után az Alföldön sok helyütt rizstermelésbe kezdtek az árasztásos földművelés módszerével. A rendszeres árasztás és szántás jót tett több – a folyószabályozások miatt lecsökkent árterületek következtében – megritkult iszaplakó növénynek, például: iszapfüvek, mételyfű (Marsilea quadrifolia), a henye- és szúrós kákának (Schoenoplectiella supina), (Schoenoplectus mucronatus). Ez a módszer megakadályozta az évelő növények megtelepedését ezen területeken, így burjánzó úgynevezett törpekákás társulások jöttek létre.
Később a rizs termőterületének csökkentésével, további vízrendezésekkel, gyomirtó szerek használata miatt, csaknem 40 évig a faj teljesen eltűnt a botanikusok szeme elől, egészen 1998-ig, amikor is Pocsaj közelében az Ér-csatorna mellett egy talajvíztócsában óriási tömegben leltek rá.

## Története
A faj önállóságát is többen kétségbe vonták, és a növényt a hozzá némileg hasonló mediterrán fajokkal hozták kapcsolatba, mára azonban tisztázódott, hogy a magyar látonya minden más látonyafajtól különbözik.

Első példányait Kitaibel Pál gyűjtötte Békés vármegyében, illetve Borosjenő mellett, de ő nem tudta azonosítani.

Később Simonkai Lajos gyűjtötte a növényt 1877-ben, és 1879-ben csigásmagvú látonya (E. hydropiper) néven le is írta.

Borbás Vince 1881-ben Gyoma), Gyula és Vésztő mellett találta meg, és a hazánkban nem élő, nyugat-mediterrán patkósmagvú látonyával (E. campylosperma) azonosította. Megtalálta Pilisszentkereszt mellett is, s először csigásmagvú, majd patkósmagvú látonyaként ismertette.
Moesz Gusztáv 1908-ban több nagy köz- és magángyűjtemény anyagát átnézve Kitaibel, Borbás és Simonkai herbáriumban őrzött példányain felismerte, hogy azok nem azonosíthatók a Földközi-tenger mellékén elterjedt patkósmagvú látonyával. Ezért a magyarföldi példányokat Elatine hungaricának nevezte el.